# РДС-2
РДС-2 (до 14 февраля 1950 года называлась РДС-4) — советская атомная бомба имплозивного типа, разработанная как авиабомба для тяжёлых стратегических бомбардировщиков Ту-4 и Ту-16. Период эксплуатации — начало 1950-х. Вес бомбы — около 3100 кг.

## Разработка
Индекс РДС-2 изначально планировали присвоить бомбе проектируемой по пушечной схеме, которая должна была быть копией американского «Little boy», но позже было решено присвоить индекс РДС-2 проектируемой атомной бомбе основанной на улучшенном имплозивном варианте заряда бомбы, аналогичной РДС-1, в котором улучшили фокусирующую систему для подрыва сферического заряда ВВ, что позволило уменьшить габариты и массу бомбы. РДС-2 — атомная бомба имплозивного типа «сплошной» конструкции с использованием ядерной начинки из 239Pu, аналогичной использованной в РДС-1. Диаметр и масса РДС-2, по сравнению с РДС-1, уменьшились, а мощность увеличилась приблизительно в два раза. Новая бомба была в 1,5 раза легче и имела высоту в 2,6 раза меньшую, чем первая атомная.
Уже в период работы над первой советской атомной бомбой РДС-1, в основу которой была положена схема американской атомной бомбы, ученым-специалистам стали видны недостатки принципиальной схемы её конструкции.
Сферический заряд ВВ бомбы РДС-1 окружала фокусирующая система, состоящая из элементов, инициируемых одновременно детонаторами и преобразующих расходящиеся детонационные волны от детонаторов в одну сферически сходящуюся.
Работа фокусирующего элемента основана на разнице скоростей детонации его составных частей. Устройство элемента обеспечивает одинаковое время прохождения детонации от точки инициирования до любой точки его внутренней сферической поверхности, несмотря на разные пути. В качестве составных частей элемента использовались два типа ВВ с разными скоростями детонации.
Существенным недостатком фокусирующей системы РДС-1 была большая толщина и, соответственно, масса фокусирующего слоя, составлявшая около 67 % от общей массы ВВ. Это было связано с малой разницей в скоростях детонации ВВ, применяемых в фокусирующих элементах.
В конструкции РДС-2 были сохранены все остальные главные геометрические параметры заряда РДС-1 — включая внешний радиус сферического заряда ВВ (смесь тротила с гексогеном в соотношении 1:1), точные размеры которого засекречены, но известно, что общая масса ВВ в РДС-1 составляла около 2 тонн, и что из этого веса масса фокусирующего слоя составляла около 67 % от общей массы ВВ (около 1340 кг). Поэтому, предположительно, масса основного сферического заряда могла составлять около 660 кг. Предположительно, остальные детали заряда состояли (перечисляя снаружи внутрь): алюминиевый обжиматель (пушер) диаметром 470 мм, слой поглотителя нейтронов, из пластика с содержанием бора, толщиной около 3,2 мм, отражатель нейтронов из природного урана (тампер) диаметром 222 мм, и плутониевый (с добавкой около 1 % галлия) шаровидный заряд сплошной конструкции диаметром 92 мм, и весом около 6 кг, со сферической полостью в центре диаметром около 20 мм, в которую помещался нейтронный запал. Для инициирования цепной реакции в них применялся нейтронный запал, аналогичный запалу РДС-1, расположенный в центре заряда, имевший диаметр около 20 мм, и испускавший нейтроны при воздействии на него ударной волны сжатия при имплозии.

## Подготовка к испытаниям
Испытание РДС-2 проводили на Семипалатинском полигоне на площадке П-1 опытного поля, на том же самом месте, где двумя годами ранее была взорвана РДС-1. Для этого сооружения, разрушенные предыдущим ядерным взрывом, были полностью восстановлены. Поле вокруг испытательной вышки в радиусе до 10 километров было оснащено различной измерительной аппаратурой. По секторам поля на различных дистанциях от его центра были размещены самолёты, танки, пушки, бронетехника, палубные надстройки эсминцев, торпедные аппараты, мины, склады боеприпасов, другое военное имущество.
Перед испытаниями был поставлен вопрос: Как испытывать бомбу: как в случае РДС-1 — на вышке, или путем сбрасывания с самолёта?
На заседании научно-технического совета группа учёных во главе с Ю. Б. Харитоном требовала провести испытание на вышке с целью более детального изучения процессов, протекающих в момент ядерного взрыва. Руководители атомного проекта во главе с И. В. Курчатовым настаивали на проведении воздушного испытания, в результате чего в СССР было бы проведено испытание боевой атомной бомбы. В итоге приняли решение испытывать РДС-2 на вышке, а РДС-3 — несколькими неделями позже, сбросив её с бомбардировщика Ту-4. В целях безопасности перед испытанием, как и в случае с РДС-1, сборку изделия проводили в цеху, построенном перед испытательной вышкой. Заряд был помещён в корпус авиабомбы и установлен на 37-метровой стальной вышке, аналогичной использованной при испытаниях РДС-1, с установкой её на 30 метровой отметке.
С 20 по 22 августа, в течение 2-х дней, была проведена генеральная репетиция испытания (по другим данным с 24 по 26 числа).

## Испытание
24 сентября 1951 года примерно за 1,5 минуты до детонации заряда, в строго рассчитанное время, над местом испытаний, на высоте 10 км пролетал бомбардировщик Ту-4, который подал радиосигнал на командный пункт для включения автомата подрыва. Таким образом разыгрывалась ситуация, как если бы это с него сбрасывали бомбу. Так подтвердилась возможность использования Ту-4 как носителя атомной бомбы и его безопасности в случае применения этого оружия. Взрыв произошел в 16 часов 19 минут, энерговыделение взрыва составило 38 килотонн, что примерно в 1,9-2 раз больше, чем при взрыве РДС-1.
Вспышку взрыва наблюдали на расстоянии 170 км от эпицентра взрыва, там же был слышен звук взрыва. На дальности 600 м было разрешено находиться не более 30 минут, об этом свидетельствовал установленный красный флаг. Это было второе ядерное испытание на счету СССР.
Бомба была пущена в серийное производство, но не принята на вооружение. Также РДС-2 была применена на Тоцких учениях путём сбрасывания её с бомбардировщика Ту-4 и подрыва на высоте 350 м.